# Tim Marks
Tim Marks (né le 27 janvier 1985 à Brownville, dans l'État de New York aux États-Unis) est un joueur professionnel américain de hockey sur glace.

## Statistiques
| Saison    | Équipe              | Ligue |    | Saison régulière | Saison régulière | Saison régulière | Saison régulière | Saison régulière |   | Séries éliminatoires | Séries éliminatoires | Séries éliminatoires | Séries éliminatoires | Séries éliminatoires |
| Saison    | Équipe              | Ligue | PJ | B                | A                | Pts              | Pun              | PJ               | B | A                    | Pts                  | Pun                  |                      |                      |
| 2005-2006 | Raiders de Nepean   | LCHJ  | 42 | 23               | 19               | 42               | 114              | -                | - | -                    | -                    | -                    |                      |                      |
| 2006-2007 | Université Clarkson | NCAA  | 37 | 1                | 5                | 6                | 30               | -                | - | -                    | -                    | -                    |                      |                      |
| 2007-2008 | Université Clarkson | NCAA  | 35 | 7                | 8                | 15               | 30               | -                | - | -                    | -                    | -                    |                      |                      |
| 2008-2009 | Université Clarkson | NCAA  | 34 | 1                | 5                | 6                | 34               | -                | - | -                    | -                    | -                    |                      |                      |
| 2009-2010 | Université Clarkson | NCAA  | 35 | 5                | 4                | 9                | 70               | -                | - | -                    | -                    | -                    |                      |                      |
| 2009-2010 | Admirals de Norfolk | LAH   | 14 | 0                | 3                | 3                | 2                | -                | - | -                    | -                    | -                    |                      |                      |
| 2010-2011 | Admirals de Norfolk | LAH   | 45 | 4                | 1                | 5                | 67               | 2                | 0 | 0                    | 0                    | 0                    |                      |                      |
| 2011-2012 | Jackals d'Elmira    | ECHL  | 2  | 0                | 0                | 0                | 4                | -                | - | -                    | -                    | -                    |                      |                      |